# New Lebanon, Pennsylvania
New Lebanon là một thị trấn thuộc quận Mercer, tiểu bang Pennsylvania, Hoa Kỳ. Năm 2010, dân số của thị trấn này là 188 người.